# Všechovice, Brno-venkov
Všechovice là một làng thuộc huyện Brno-venkov, vùng Jihomoravský, Cộng hòa Séc.